# هیندر
هیندر یک گروه راک آمریکایی است که در سال ۲۰۰۱ در ایالت اکلاهما توسط کدی هانسون (درامر)، جو گاروی (گیتاریست) و آستین وینکلر (خواننده) تشکیل شد.

## تاریخچه
وینکلر قبل از تشکیل گروه هیندر در گروهی به نام "cover" مشغول به کار بوده‌است. او سپس به همراه کدی هانسون گروه هیندر را بنیان نهاد. وینکلر و هانسون ترانه «Lips of an Angel» را برای گروه نوشتند که تهیه‌کنندگی آن به عهده برایان هیوز بود. این آهنگ در لیست بیلبورد ۱۰۰تای برتر به مقام سوم دست یافت. وینکلر همچنان به نوشتن بخش عمده‌ای از ترانه‌های گروه به همراه درامر آن یعنی کدی هانسون می‌پردازد.

## نگارخانه

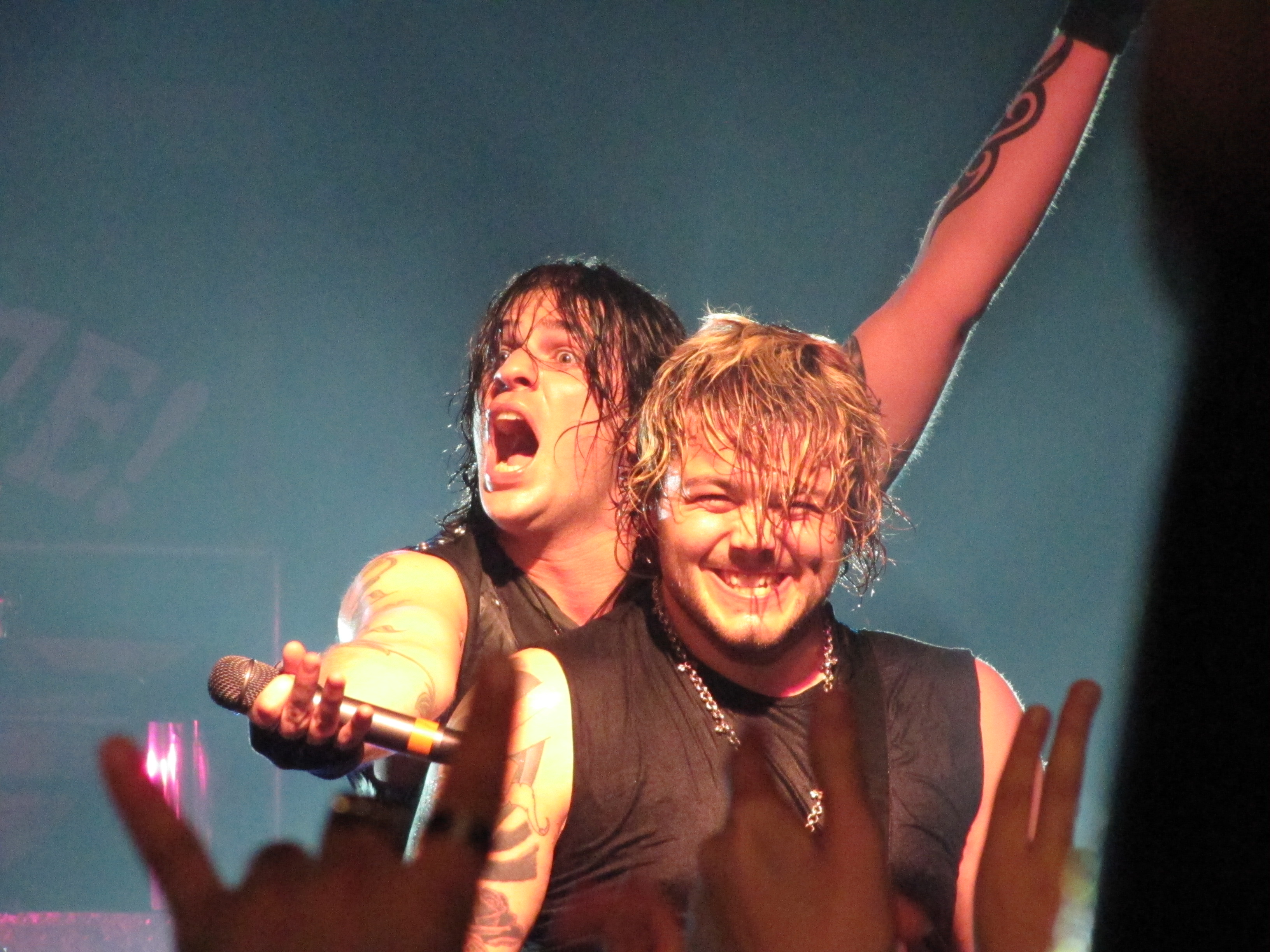
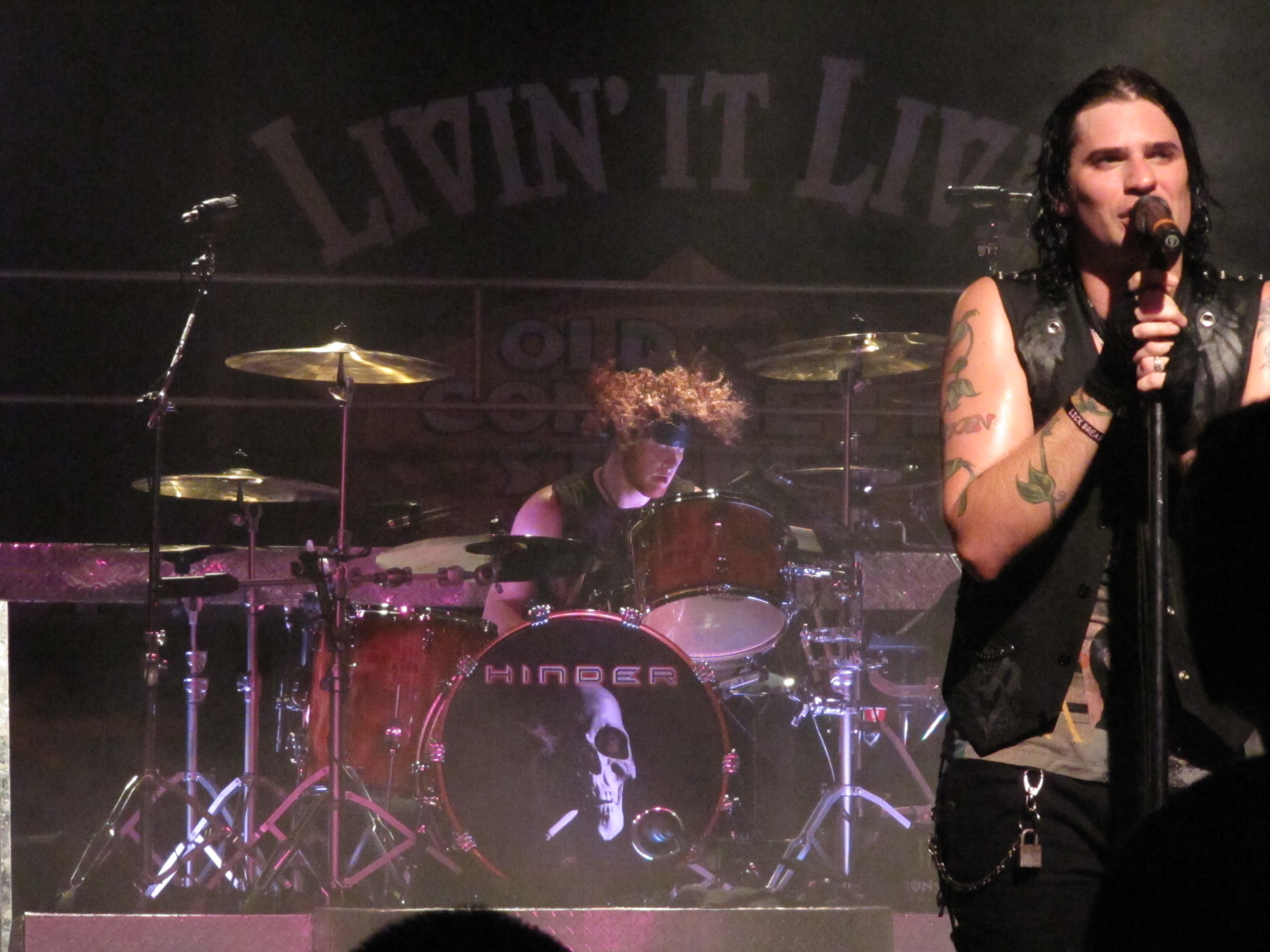